# Суперкуп Шпаније у кошарци
Суперкуп Шпаније у кошарци (шп. Supercopa de España de Baloncesto) годишње је кошаркашко такмичење у Шпанији. Одржава се пред почетак сезоне АЦБ лиге. Основано је 1984. године и у првобитној верзији одржавало се до 1988, да би 2004. било обновљено са нешто измењеним системом такмичења. 

## Учесници и систем такмичења
Право учешћа у Суперкупу имају четири тима и то:
- Првак АЦБ лиге у претходној сезони;
- Победник Купа Краља за претходну сезону;
- Клуб који је домаћин Суперкупа;
- Клуб са најбољим учинком у европским такмичењима у претходној сезони.

Играју се укупно три меча (полуфинале и финале).

## 1984—1988.
Од 1984. до 1988. године Суперкуп се играо у формату једног меча између првака АЦБ лиге и победника Купа Краља у претходној сезони. У том периоду приређена су 4 издања такмичења. Током 1985. године одржана су два Суперкупа - један се односио на сезону 1983/84, а други на сезону 1984/1985.
| Сезона              | Финале       | Финале   | Финале      |
| ------------------- | ------------ | -------- | ----------- |
| 1985.* (Алкора)     | Реал Мадрид  | 101 : 61 | Сарагоса    |
| 1985.** (Ваљадолид) | Хувентуд     | 104 : 91 | Реал Мадрид |
| 1986. (Коруња)      | Хувентуд (2) | 74 : 67  | Реал Мадрид |
| 1987. (Виго)        | Барселона    | 91 : 88  | Хувентуд    |

- У загради поред сезоне се налази град у коме је одржан Суперкуп.

## 2004—тренутно
| Сезона                             | Финале              | Финале  | Финале          | МВП                    |
| ---------------------------------- | ------------------- | ------- | --------------- | ---------------------- |
| 2004. (Малага)                     | Барселона (2)       | 76 : 75 | Реал Мадрид     | Дејан Бодирога         |
| 2005. (Гранада)                    | Саски Басконија     | 61 : 55 | Гранада         | Луис Скола             |
| 2006. (Малага)                     | Саски Басконија (2) | 83 : 78 | Малага          | Тијаго Сплитер         |
| 2007. (Билбао)                     | Саски Басконија (3) | 84 : 73 | Билбао          | Тијаго Сплитер (2)     |
| 2008. (Сарагоса)                   | Саски Басконија (4) | 86 : 85 | Сарагоса 2002   | Пабло Приђони          |
| 2009. (Лас Палмас)                 | Барселона (3)       | 86 : 82 | Реал Мадрид     | Хуан Карлос Наваро     |
| 2010. (Виторија)                   | Барселона (4)       | 83 : 63 | Валенсија       | Хуан Карлос Наваро (2) |
| 2011. (Билбао)                     | Барселона (5)       | 82 : 73 | Саски Басконија | Хуан Карлос Наваро (3) |
| 2012. (Сарагоса)                   | Реал Мадрид (2)     | 95 : 84 | Барселона       | Руди Фернандез         |
| 2013. (Виторија)                   | Реал Мадрид (3)     | 83 : 79 | Барселона       | Серхио Родригез        |
| 2014. (Виторија)                   | Реал Мадрид (4)     | 99 : 78 | Барселона       | Серхио Љуљ             |
| 2015. (Малага)                     | Барселона (6)       | 80 : 62 | Малага          | Пау Рибас              |
| 2016. (Виторија)                   | Гран Канарија       | 79 : 59 | Барселона       | Кајл Кјурик            |
| 2017. (Лас Палмас)                 | Валенсија           | 69 : 63 | Гран Канарија   | Ерик Грин              |
| 2018. (Сантијаго де Компостела)    | Реал Мадрид (5)     | 80 : 73 | Басконија       | Серхио Љуљ (2)         |
| 2019. (Мадрид)                     | Реал Мадрид (6)     | 89 : 79 | Барселона       | Факундо Кампазо        |
| 2020. (Сан Кристобал де ла Лагуна) | Реал Мадрид (7)     | 72 : 67 | Барселона       | Факундо Кампазо (2)    |
| 2021. (Сан Кристобал де ла Лагуна) | Реал Мадрид (8)     | 88 : 83 | Барселона       | Серхио Љуљ (3)         |
| 2022. (Севиља)                     | Реал Мадрид (9)     | 89 : 83 | Барселона       | Валтер Таварес         |
| 2023. (Мурсија)                    | Реал Мадрид (10)    | 88 : 81 | Малага          | Факундо Кампазо (3)    |
| 2024. (Мурсија)                    | Малага (1)          | 90 : 80 | Реал Мадрид     | Камерон Тејлор         |

- У загради поред сезоне се налази град у коме је одржан Суперкуп.

### Успешност клубова
| Клуб            | Победник                                                         | Финалиста                                          |
| --------------- | ---------------------------------------------------------------- | -------------------------------------------------- |
| Реал Мадрид     | 10 (1985*, 2012, 2013, 2014, 2018, 2019, 2020, 2021, 2022, 2023) | 5 (1985**, 1986, 2004, 2009, 2024)                 |
| Барселона       | 6 (1987, 2004, 2009, 2010, 2011, 2015)                           | 8 (2012, 2013, 2014, 2016, 2019, 2020, 2021, 2022) |
| Саски Басконија | 4 (2005, 2006, 2007, 2008)                                       | 2 (2011, 2018)                                     |
| Хувентуд        | 2 (1985**, 1986)                                                 | 1 (1987)                                           |
| Малага          | 1 (2024)                                                         | 3 (2006, 2015, 2023)                               |
| Гран Канарија   | 1 (2016)                                                         | 1 (2017)                                           |
| Валенсија       | 1 (2017)                                                         | 1 (2010)                                           |
| Сарагоса        | —                                                                | 1 (1985*)                                          |
| Гранада         | —                                                                | 1 (2005)                                           |
| Билбао          | —                                                                | 1 (2007)                                           |
| Сарагоса 2002   | —                                                                | 1 (2008)                                           |